# 朝阳地镇
朝阳地镇是中华人民共和国河北省承德市围场满族蒙古族自治县下辖的一个行政建制镇。

## 行政区划
朝阳地镇下辖以下地区：
朝阳地村、挂面铺村、康家窝铺村、石泉河村、温珠沟村、大兴永村、叶柏寿村、下地村、北道村和前石坯村。